# Dariusz Waśniewski
Dariusz Waśniewski (ur. 16 grudnia 1964 w Malborku, zm. 19 lipca 2019) – polski piłkarz, występujący na pozycji obrońcy.

## Kariera
Karierę piłkarską rozpoczynał w juniorach Nogatu Malbork, występował również w pierwszej drużynie tego klubu. Grał w młodzieżowych reprezentacjach Polski, między innymi na mistrzostwach Europy U-18 1982 oraz mistrzostwach Świata U-20 1983, gdzie Polacy zajęli trzecie miejsce. W 1982 przeszedł do Widzewa Łódź, gdzie do 1985 zagrał łącznie w trzech meczach I ligi. W latach 1985–1986 reprezentował barwy Zawiszy Bydgoszcz, po czym w 1987 wrócił do Widzewa, w którym rozegrał osiem ligowych spotkań. W 1988 przeszedł do WKS Wieluń. Na dalszym etapie swojej kariery grał we Włókniarzu Pabianice, Stali Stalowa Wola oraz Pelikanie Łowicz. Karierę zakończył w 1991.
Miejscem pochówku jest Cmentarz Wszystkich Świętych na Olechowie w Łodzi (kwatera 5, linia 11, grób 46).